# Заводовский сельский совет (Горностаевский район)
Заводовский сельский совет (укр. Заводівська сільська рада) — входит в состав
Горностаевского района
Херсонской области
Украины.
Административный центр сельского совета находится в 
с. Заводовка
.

## История
- 1943 — дата образования.

## Населённые пункты совета
- с. Заводовка